# Nicolas Fontaine
Nicolas Fontaine (ur. 5 października 1970 w Magog, w prowincji Quebec) – kanadyjski narciarz, specjalista narciarstwa dowolnego. Jego największym sukcesem jest złoty medal w skokach akrobatycznych wywalczony na mistrzostwach świata w Iizuna. Jego najlepszym wynikiem olimpijskim jest 6. miejsce w skokach akrobatycznych na igrzyskach olimpijskich w Lillehammer. Fontaine zajął także drugie miejsce w skokach akrobatycznych na igrzyskach olimpijskich w Albertville, jednakże skoki akrobatyczne były wtedy tylko dyscypliną pokazową, więc medali nie przyznawano.
Najlepsze wyniki w Pucharze Świata osiągnął w sezonie 1998/1999, kiedy to triumfował w klasyfikacji generalnej i w klasyfikacji skoków akrobatycznych. W sezonie 1999/2000 był drugi w klasyfikacji generalnej oraz pierwszy w klasyfikacji skoków akrobatycznych. Małą kryształową kulę w klasyfikacji skoków zdobywał także w sezonach 1996/1997 i 1997/1998. W sezonie 1993/1994 był trzeci w klasyfikacji skoków.
W 2003 r. zakończył karierę.
Jego syn, Miha Fontaine, także został narciarzem dowolnym.

## Osiągnięcia

### Igrzyska olimpijskie
| Miejsce | Dzień     | Rok  | Miejscowość    | Konkurencja        | Zwycięzca            |
| ------- | --------- | ---- | -------------- | ------------------ | -------------------- |
| 6.      | 24 lutego | 1994 | Lillehammer    | Skoki akrobatyczne | Andreas Schönbächler |
| 10.     | 18 lutego | 1998 | Nagano         | Skoki akrobatyczne | Eric Bergoust        |
| 16.     | 19 lutego | 2002 | Salt Lake City | Skoki akrobatyczne | Aleš Valenta         |

### Mistrzostwa świata
| Miejsce | Dzień       | Rok  | Miejscowość | Konkurencja        | Zwycięzca         |
| ------- | ----------- | ---- | ----------- | ------------------ | ----------------- |
| 6.      | 17 lutego   | 1991 | Lake Placid | Skoki akrobatyczne | Philippe LaRoche  |
| 8.      | 14 marca    | 1993 | Altenmarkt  | Skoki akrobatyczne | Philippe LaRoche  |
| 4.      | 19 lutego   | 1995 | La Clusaz   | Skoki akrobatyczne | Trace Worthington |
| 1.      | 9 lutego    | 1997 | Iizuna      | Skoki akrobatyczne | -                 |
| 7.      | 13 lutego   | 1999 | Meiringen   | Skoki akrobatyczne | Philippe LaRoche  |
| 12.     | 20 stycznia | 2001 | Whistler    | Skoki akrobatyczne | Alaksiej Hryszyn  |
| 20.     | 1 lutego    | 2003 | Deer Valley | Skoki akrobatyczne | Dmitrij Archipow  |

#### Miejsca w klasyfikacji generalnej
- sezon 1990/1991: 42.
- sezon 1991/1992: 21.
- sezon 1992/1993: 19.
- sezon 1993/1994: 13.
- sezon 1994/1995: 25.
- sezon 1995/1996: 17.
- sezon 1996/1997: 7.
- sezon 1997/1998: 4.
- sezon 1998/1999: 1.
- sezon 1999/2000: 2.
- sezon 2000/2001: 9.
- sezon 2001/2002: 9.
- sezon 2002/2003: 72.

#### Miejsca na podium
1. Breckenridge – 20 stycznia 1991 (Skoki akrobatyczne) – 2. miejsce
2. Oberjoch – 2 lutego 1992 (Skoki akrobatyczne) – 3. miejsce
3. Madarao – 5 marca 1992 (Skoki akrobatyczne) – 2. miejsce
4. Madarao – 8 marca 1992 (Skoki akrobatyczne) – 2. miejsce
5. Piancavallo – 16 grudnia 1993 (Skoki akrobatyczne) – 1. miejsce
6. Whistler Blackcomb – 9 stycznia 1994 (Skoki akrobatyczne) – 1. miejsce
7. Hundfjället – 9 lutego 1994 (Skoki akrobatyczne) – 2. miejsce
8. Whistler Blackcomb – 8 stycznia 1995 (Skoki akrobatyczne) – 3. miejsce
9. Altenmarkt – 10 lutego 1995 (Skoki akrobatyczne) – 3. miejsce
10. Breckenridge – 20 stycznia 1996 (Skoki akrobatyczne) – 3. miejsce
11. Mont Tremblant – 25 stycznia 1996 (Skoki akrobatyczne) – 3. miejsce
12. Oberjoch – 10 lutego 1996 (Skoki akrobatyczne) – 3. miejsce
13. La Plagne – 16 lutego 1996 (Skoki akrobatyczne) – 3. miejsce
14. La Plagne – 14 grudnia 1996 (Skoki akrobatyczne) – 3. miejsce
15. Whistler Blackcomb – 19 stycznia 1997 (Skoki akrobatyczne) – 1. miejsce
16. Breckenridge – 26 stycznia 1997 (Skoki akrobatyczne) – 1. miejsce
17. Kirchberg – 19 lutego 1997 (Skoki akrobatyczne) – 3. miejsce
18. Kirchberg – 20 lutego 1997 (Skoki akrobatyczne) – 2. miejsce
19. Altenmarkt – 7 marca 1997 (Skoki akrobatyczne) – 1. miejsce
20. Mount Buller – 1 sierpnia 1997 (Skoki akrobatyczne) – 1. miejsce
21. Piancavallo – 16 grudnia 1997 (Skoki akrobatyczne) – 2. miejsce
22. Mont Tremblant – 8 stycznia 1998 (Skoki akrobatyczne) – 3. miejsce
23. Whistler Blackcomb – 25 stycznia 1998 (Skoki akrobatyczne) – 2. miejsce
24. Breckenridge – 31 stycznia 1998 (Skoki akrobatyczne) – 3. miejsce
25. Châtel – 1 marca 1998 (Skoki akrobatyczne) – 2. miejsce
26. Hasliberg – 7 marca 1998 (Skoki akrobatyczne) – 1. miejsce
27. Altenmarkt – 13 marca 1998 (Skoki akrobatyczne) – 3. miejsce
28. Mont Tremblant – 10 stycznia 1999 (Skoki akrobatyczne) – 1. miejsce
29. Steamboat Springs – 17 stycznia 1999 (Skoki akrobatyczne) – 2. miejsce
30. Mount Buller – 12 września 1999 (Skoki akrobatyczne) – 3. miejsce
31. Whistler Blackcomb – 4 grudnia 1999 (Skoki akrobatyczne) – 1. miejsce
32. Heavenly Valley – 23 stycznia 2000 (Skoki akrobatyczne) – 2. miejsce
33. Livigno – 17 marca 2000 (Skoki akrobatyczne) – 1. miejsce
34. Lake Placid – 6 stycznia 2001 (Skoki akrobatyczne) – 1. miejsce
35. Mont Tremblant – 13 stycznia 2001 (Skoki akrobatyczne) – 1. miejsce
36. Mont Tremblant – 13 stycznia 2002 (Skoki akrobatyczne) – 1. miejsce
37. Whistler – 27 stycznia 2002 (Skoki akrobatyczne) – 2. miejsce

- W sumie 13 zwycięstw, 11 drugich i 13 trzecich miejsc.